# ساندرا غوفرنير
ساندرا غوفرنير (بالهولندية: Sandra Gouverneur)‏ هي لاعبة كرة لينة هولندية، ولدت في 2 أكتوبر 1976.

## وصلات خارجية
- ساندرا غوفرنير على موقع أوليمبيديا (الإنجليزية)